# Gintaras Grajauskas
Gintaras Grajauskas (* 19. Februar 1966 in Kapsukas, Litauen) ist ein litauischer Schriftsteller und Musiker.

## Leben
Grajauskas studierte Jazz an der Musikhochschule Stasys Šimkus und bis 1986 am Staatlichen Litauischen Konservatorium in Klaipėda. Danach war er für das Fernsehen tätig. Seit 1994 arbeitet er für die Tageszeitung Klaipėda und seit 1996 verwaltet er deren Literaturbeilage Gintaro lašai.
1993 gab er seinen ersten Gedichtband Tatuiruotė heraus. Einige weitere Bücher mit Lyrik folgten, darunter im Jahr 1999 Knochenflöte, für das er 2000 den Ieva-Simonaitytė-Literaturpreis gewann. Dieser Band wurde ins Deutsche und Schwedische übersetzt, ein anderer ins Polnische. 
2003 wurde Grajauskas mit dem Preis des Litauischen Kulturministeriums prämiert.
Grajauskas, der in Klaipėda lebt und arbeitet, ist außerdem seit 1990 Sänger und Bassist der Blues-Rockband Kontrabanda bzw. Rokfeleriai.

## Werke
- Tatuiruotė, Lyrik, 1993
- Ornitologija, 1993
- Atsiskyrėlio atostogos, Lyrik, 1996
- Katalogas, Lyrik, 1997
- Kaulinė dūdelė, Lyrik, 1999
  - dt. Knochenflöte, Edition Erata, 2003
- Iš klausos, Essay, 2002
- Naujausių laikų istorija: vadovėlis pradedantiesiems, Lyrik, 2004
- Erezija, Roman, 2004
- Mergaitė, kurios bijojo Dievas, Dramen, 2007
- Eilėraščiai savo kailiu, Lyrik, 2008